# Maurice Huet
Maurice Fernand Huet (* 1. Dezember 1918 in Paris; † 8. Juni 1991 in Tours) war ein französischer Degenfechter.

## Erfolge
Maurice Huet wurde 1950 in Monte Carlo, 1953 in Brüssel und 1955 in Rom mit der Mannschaft Vizeweltmeister. Darüber hinaus gewann er mit ihr 1954 in Luxemburg und 1958 in Philadelphia Bronze. Bei den Olympischen Spielen 1948 in London erreichte er mit der französischen Equipe im Mannschaftswettbewerb die Finalrunde, die Frankreich ungeschlagen auf dem ersten Platz abschloss. Neben Huet wurden Édouard Artigas, Henri Lepage, Marcel Desprets, Henri Guérin und Michel Pécheux somit Olympiasieger.